# В поисках блаженства
«В поисках блаженства» (англ. Finding Bliss) — американская романтическая комедия 2009 года режиссёра и сценариста Джули Дэвис. В главной роли снялась Лили Собески.

## Сюжет
После долгого унизительного года временной работы охранником стоянки на киностудии, 24-летняя Джоди, мечтающая стать режиссёром, сталкивается с трудным решением взяться за единственную достойно оплачиваемую работу в индустрии, которую ей когда-либо предлагали, — монтаж порно в Grind Productions, прибыльной кинокомпании для взрослых, которой управляет бывшая порнозвезда Ирэн Фокс.
Поначалу напуганная перспективой столкнуться с миром порноиндустрии и негативной реакцией своей интеллигентной еврейской семьи, Джоди заметно меняет своё мнение, когда понимает, что у Grind есть все возможности, которые ей нужны, чтобы снять свой собственный малобюджетный фильм, но всё усложняется, когда Джоди знакомится с Джеффом Дрейком, очаровательным режиссёром фильмов для взрослых. Джефф когда-то тоже мечтал снимать «настоящие» фильмы, но теперь он закоренелый циник, скрывающий свое разочарование за фасадом иронии. В Джоди он видит идеализм, который у него когда-то был, в то время как Джоди начинает сталкиваться со своими собственными сексуальными проблемами, поскольку её начинает возбуждать порно, которое она так жёстко осуждает. Джоди и Джефф сближаются. Увы, однажды девушка видит, как он целуется с одной из своих актрис, Синди, которая на самом деле воспользовалась его нетрезвым состоянии. Самостоятельный фильм, снятый Джоди, на ура принят критиками, а Джефф снова номинирован на премию AVN. Джоди помириться с ним. Она принимает помощь от звезды порно по имени Блисс, и притворяется ею, чтобы получить доступ на сцену. Джефф, получая свою награду, объявляет об уходе из индустрии для взрослых, чтобы творчески развиваться дальше. Джефф вызывает Блисс, чтобы выразить той особую благодарность. Он понимает, что Джоди замаскирована под Блисс, и они целуются.

## В ролях
- Лили Собески — Джоди Балабан
  - Сэмми Ханратти — Джоди в детстве
- Мэттью Дэвис — Джефф Дрейк
- Дениз Ричардс — Лора/Блисс
- Мирси Монро — Синди
- Джейми Кеннеди — Дик
- Кристен Джонстон —  Ирэн Фокс
- Пи Джей Бирн —  Гари
- Кэролайн Аарон —  Дебра Балабан
- Тим Бэгли —  Алан Балабан
- Криста Кэмпбелл —  Кейто
- Мистер Маркус —  Джейк
- Сторми Дэниелс, Гарри Маршалл, Рон Джереми — камео
- Джули Дэвис —  Дайан
- Зак Кумер —  Бобби

## Премьера и релиз
Премьера фильма 18 января 2009 года на кинофестивале «Слэмдэнс». Он также стал фильмом открытия фестиваля GenArt.
С 4 июня 2010 года стартовал прокат в кинотеатрах Нью-Йорка, а с 11 июня — в Лос-Анджелесе.  

## Критика
Многолетний кинокритик New York Times Стивен Холден назвал фильм Дэвис незначительным, дурацким и не очень смешным.
Гари Голдштейн в своей рецензии для Los Angeles Times похвалил актёрскую игру Собески и Дэвиса, а также исполнителей второго плана — Джонстон, Ричардс и Кеннеди